# HomePlug
L'HomePlug è una serie di standard sulle reti powerline che consentono di creare reti di telecomunicazioni attraverso i cavi della rete elettrica. HomePlug 1.0 e HomePlug AV sono le due versioni dello standard per le reti domestiche.

## HomePlug Powerline Alliance

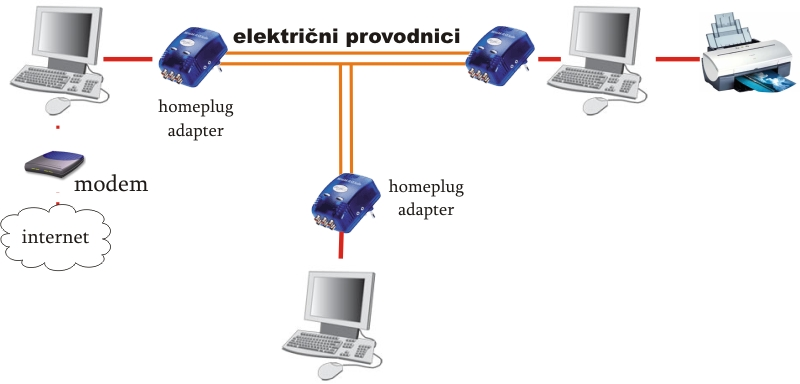
HomePlug

HomePlug è un'alleanza tra un gruppo di circa 50 aziende che hanno definito le specifiche per la comunicazione su rete powerline. HomePlug 1.0 e AV sono due versioni delle specifiche sviluppate per le reti domestiche, che permettono di mettere in comunicazione apparecchi tramite la rete elettrica. HomePlug certifica i prodotti per connettere PC o altri dispositivi, usando interfacce Ethernet, USB o 802.11. Poiché sono soggetti ad interferenze alle alte frequenze è consigliato collegarli direttamente alla presa di corrente senza utilizzare prolunghe, adattatori o multiprese.

## Standard HomePlug

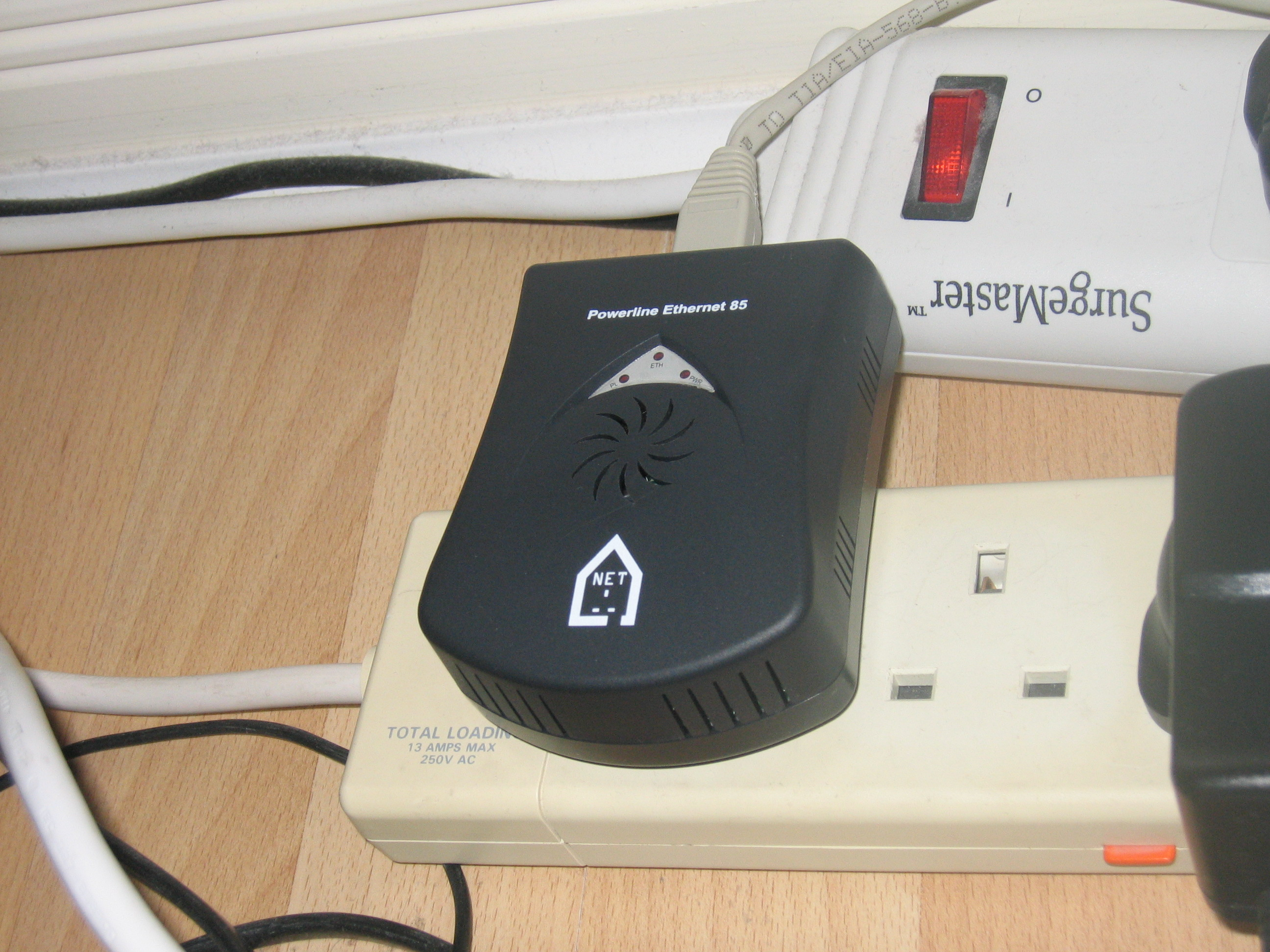
HomePlug 85 Mbit/s adapter

L'HomePlug Powerline Alliance ha definito i seguenti standard:
- HomePlug 1.0 - distribuito a giugno 2001 - Specifiche per connettere dispositivi attraverso la rete elettrica domestica. Velocità massima teorica di 14 Mbit/s.
- HomePlug AV - distribuito a dicembre 2005 -  Progettato per trasmettere segnali HDTV e VoIP attraverso la rete elettrica domestica. Velocità massima teorica di 200 Mbit/s.
- HomePlug Command & Control (HPCC) - pubblicato il 9 ottobre 2007 - Specifiche per la trasmissione di dati attraverso la rete elettrica per dispositivi con bassissime richieste di banda, come il controllo delle luci, dell'antifurto, del condizionatore.

Esiste anche una versione chiamata HomePlug 1.0 Turbo, non ufficialmente approvata, con velocità di 85 Mbit/s.
Attualmente la HomePlug Powerline Alliance sta partecipando allo sviluppo del protocollo IEEE P1901 insieme a Panasonic e UPA. Questo fa sperare che in futuro venga raggiunto un accordo per un solo standard per la comunicazione attraverso la rete elettrica.

## Dispositivi HomePlug AV (200 Mbit/s)
- Atlantis Land
- Aztech - HL108E (EU), HL108EC (US)
- Corinex -  AV200 Powerline Ethernet Wall Mount,  AV200 Powerline Ethernet Adapter,  AV200 MDU Gateway, AV200 CableLAN Adapter
- Devolo - dLAN 200 AVdesk, dLAN 200 AV, dLAN NAS, dLAN NAT, dLAN 200 AV Wireless N
- D-Link
- LevelOne - PLI-2030
- Linksys - PLE300; PLK300 (Kit, 2 unità)
- Micro-Star International - MEGA ePOWER 200AV
- Netgear
- Nexon Com. Corp - PAV100
- Siemens - Gigaset HomePlug AV 200 (Kit, 2 unità)
- Sitecom - LN-505; LN-515 (Kit, 2 unità)
- Telsey
- Thomson SA (Technicolor) - TG152; RC940 (RCA)
- Western Digital - WD LiveWire
- ZyXEL
- altri produttori: Arkados, Inc., GigaFast, Intellon Corporation, MainNet Communications, SPiDCOM, Yitran, Gigle Semiconductor, Addon Tech, TP-LINK